# Lerchen

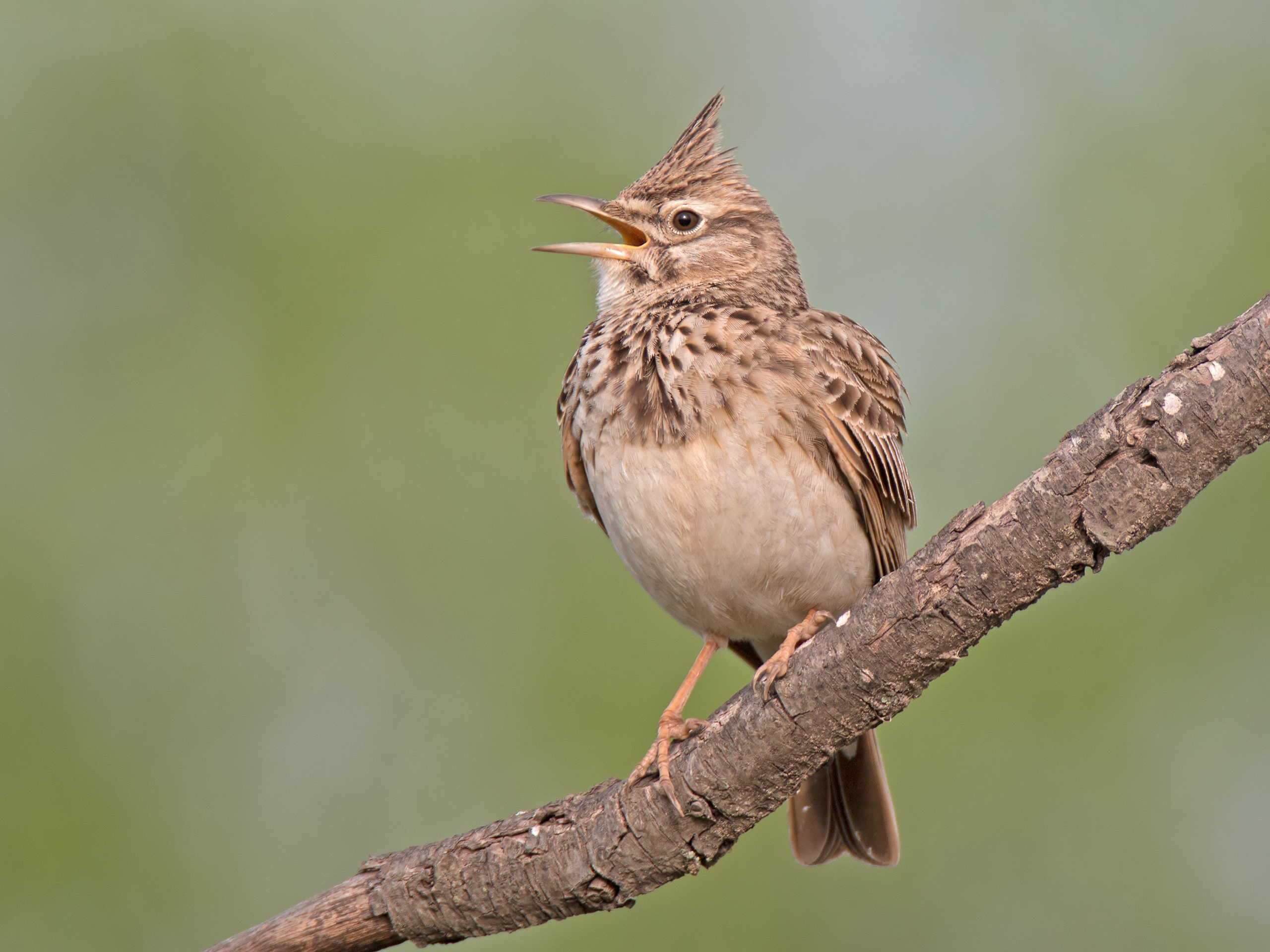
Haubenlerche
(Galerida cristata)

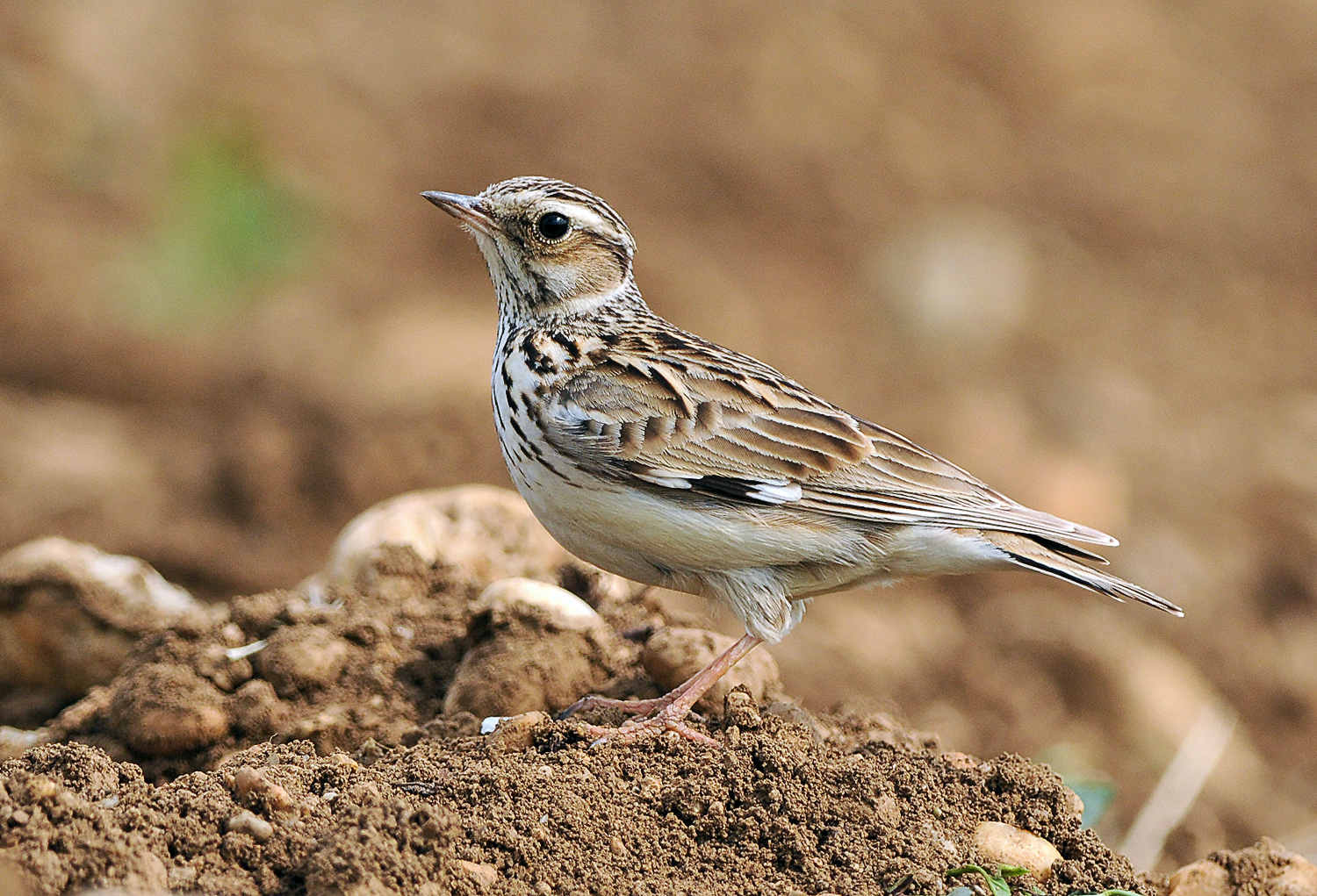
Heidelerche
(Lullula arborea)

Die Lerchen (Alaudidae) sind eine artenreiche Familie in der Ordnung der Sperlingsvögel (Passeriformes), Unterordnung Singvögel (Passeres). Die Familie umfasst mehr als 90 Arten. Der Gesang vieler Arten ist melodiös und wird mit großer Vehemenz von Ansitzwarten in Bodennähe oder im Singflug vorgetragen. In der europäischen Kultur haben Dichter wie Shakespeare, Blake oder Shelley und Musiker vor allem den Gesang der Feldlerche gefeiert. Im italienischen Sprachgebrauch ist die Schönheit des Gesangs der Kalanderlerche sprichwörtlich.
Lerchen sind kleine Singvögel, die durchgängig ein bräunliches Gefieder haben, das meist eine Strichzeichnung aufweist. Sie sind Bodenbrüter, die ein Revier verteidigen. Ihr Lebensraum sind offene Landschaften. Viele Arten sind Bewohner von ariden bis semiariden Lebensräumen. Eine Reihe der Arten sind Standvögel, andere sind Strich- oder Zugvögel.
Die Mehrzahl der Arten kommt in Afrika vor, ein weiterer Verbreitungsschwerpunkt ist Asien. In Amerika dagegen ist nur die Ohrenlerche beheimatet. Zur Fauna Australiens gehört als einzige Vertreterin die Horsfield-Lerche, allerdings wurde auf dem australischen Kontinent die Feldlerche eingeführt.
In Europa sind insgesamt elf Arten heimisch. Zur Avifauna Mitteleuropas gehören Feldlerche, Heidelerche, Haubenlerche und Kurzzehenlerche. Die Kurzzehenlerche ist ein Brutvogel der Trockengebiete im Süden der Paläarktis, deren Brutareal vom Nordwesten Afrikas bis nach Zentralasien reicht. Sie brütet in geringer Zahl in Ungarn und der Slowakei. Für diese Art wird prognostiziert, dass bis zum Ende des 21. Jahrhunderts ihr mitteleuropäisches Verbreitungsgebiet zunehmen wird. Die Bestände der Haubenlerche gehen dagegen teils drastisch zurück und einige mitteleuropäische Populationen sind mittlerweile vollständig erloschen. Ungünstige klimatische Ursachen spielen dabei eine Rolle, aber offensichtlich auch Nahrungsmangel und Habitatverluste. Sie ist auf offene, trockenwarme Flächen mit niedriger und lückenhafter Vegetation angewiesen, die sie in der Kulturlandschaft Mitteleuropas immer weniger findet. Auch Feld- und Heidelerche finden auf Grund einer zunehmenden Versiegelung der Landschaft und durch die weitgehende Aufgabe extensiver Beweidung auf Magerwiesen immer weniger geeignete Brutareale.

## Merkmale

### Körpergröße

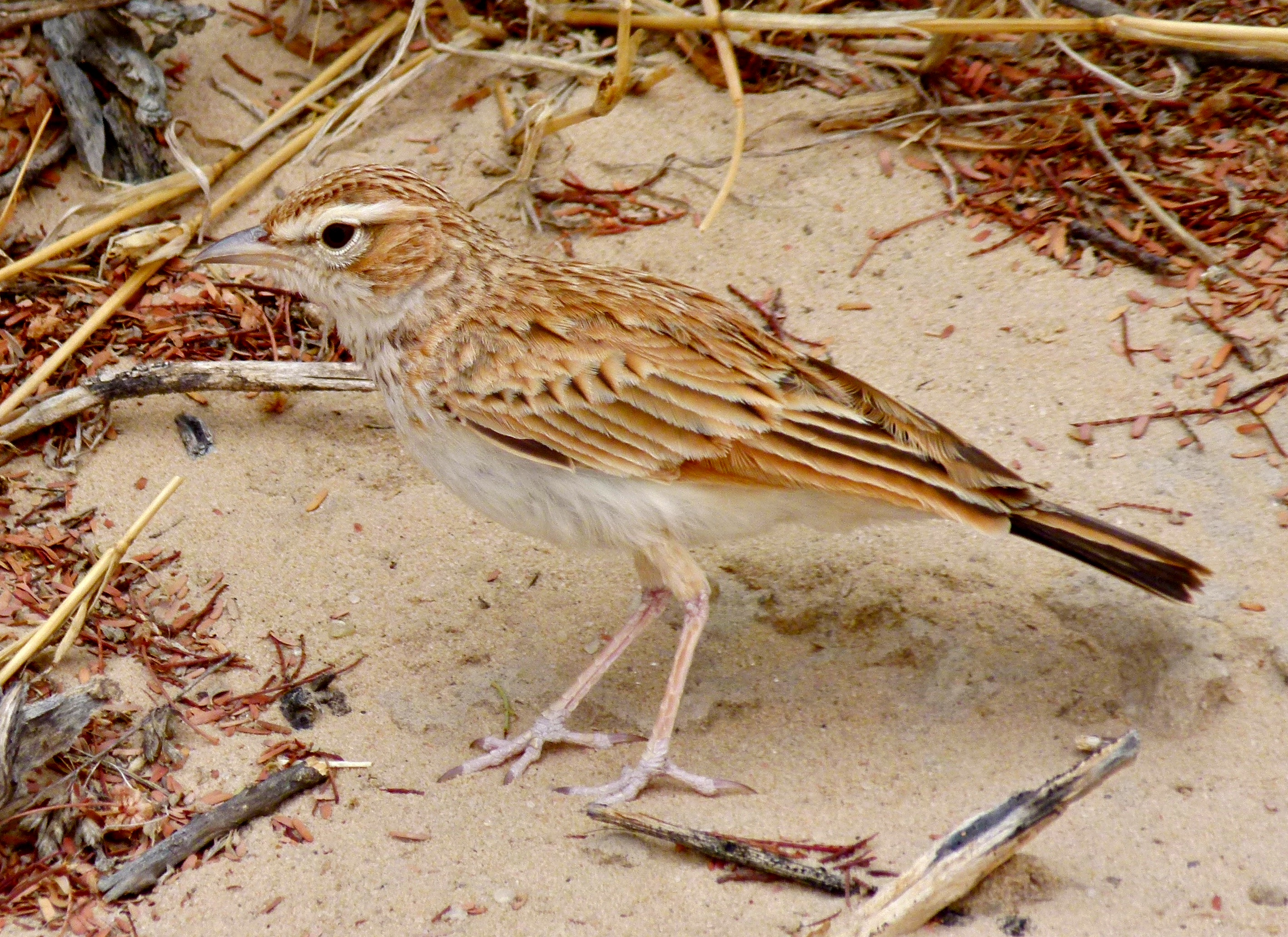
Savannenlerche

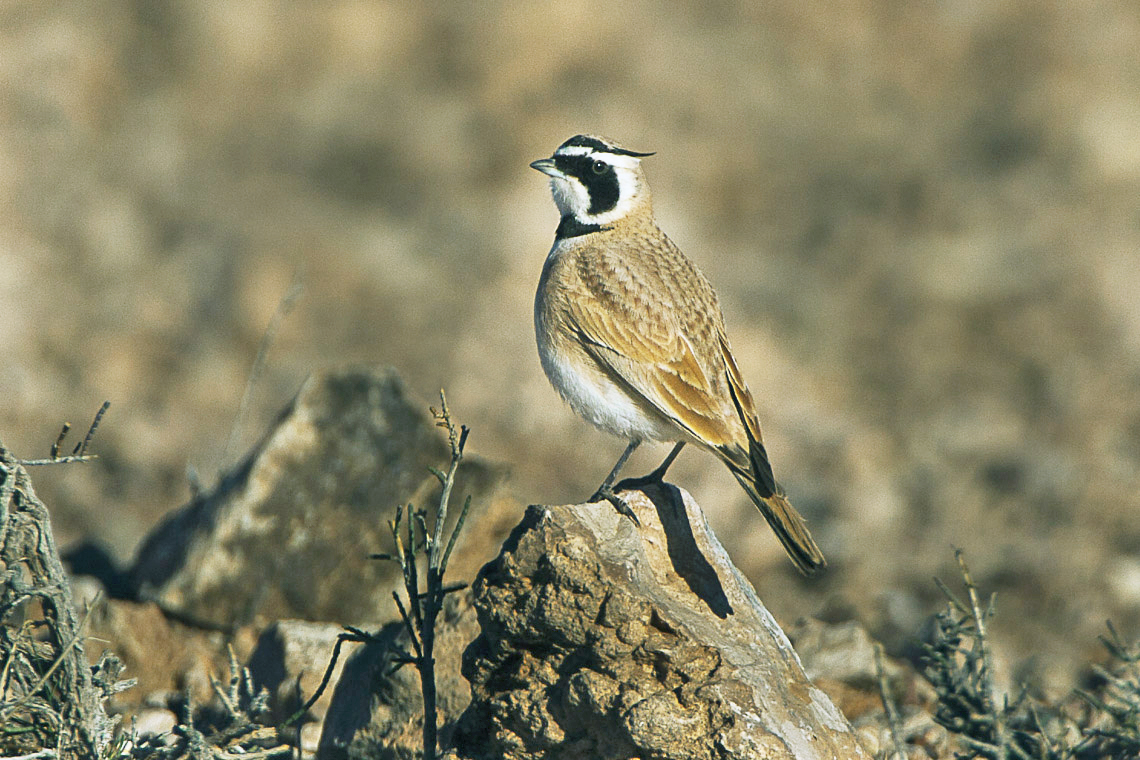
Saharaohrenlerche
(Eremophila bilopha)

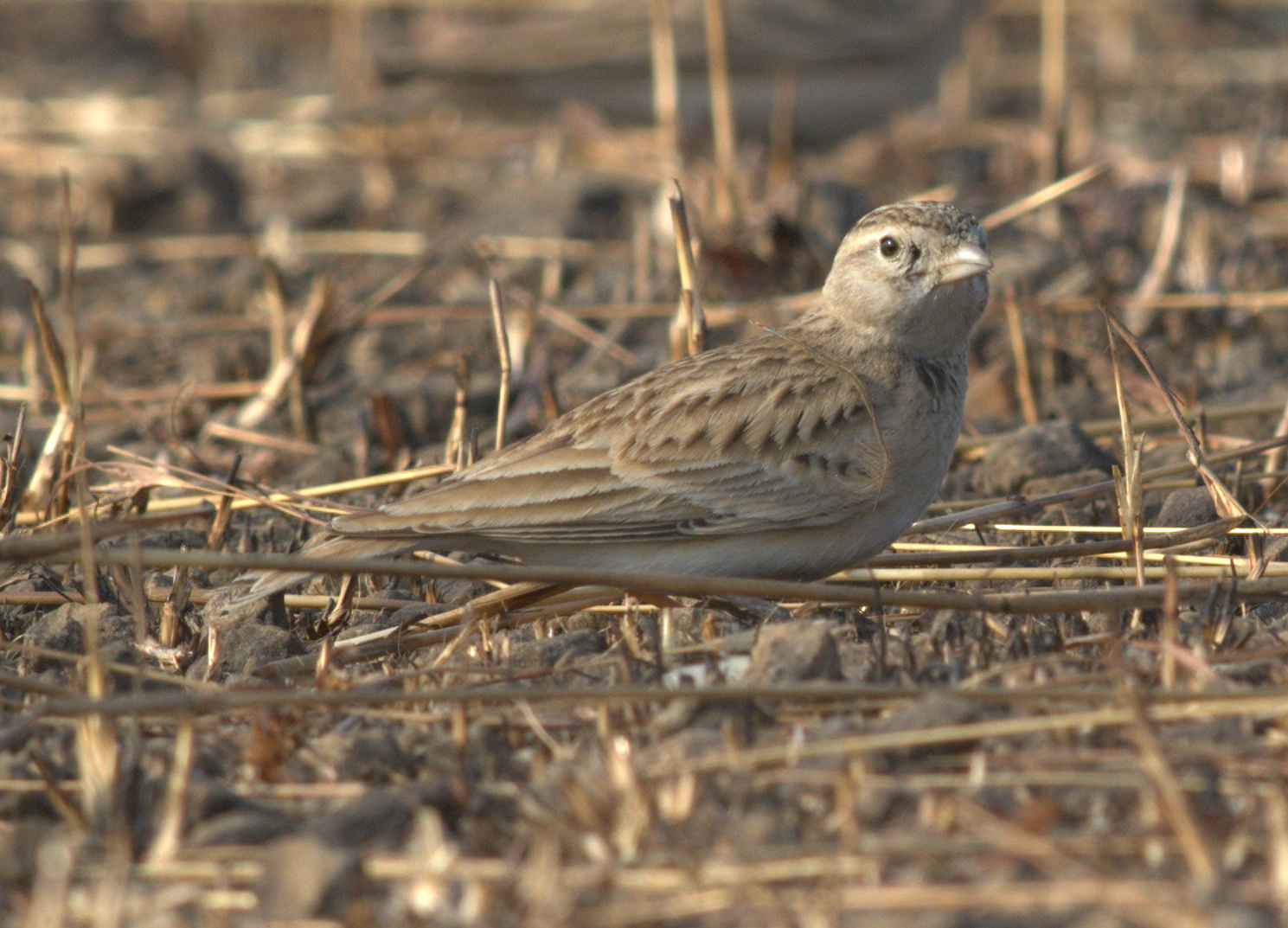
Gut getarnte Kurzzehenlerche

Lerchen sind kleine bis mittelgroße bodenbewohnende Vögel. Ihre Körperlänge liegt zwischen 10 und 23 Zentimetern. Zu den kleinsten Lerchen gehören die Weißstirnlerche, die von Afrika bis in den Nordwesten Indiens vorkommt, und bei denen ausgewachsene Weibchen gelegentlich nur eine Körperlänge von 10 Zentimeter haben, sowie die in Ostafrika beheimatete, 11,5 Zentimeter lange Harlekinlerche. Die kleinste mitteleuropäische Lerche ist die Heidelerche mit einer Körperlänge von etwa 15 Zentimetern. Die Haubenlerche erreicht dagegen eine Länge von 17 bis 19 Zentimeter.
Die beiden größten Lerchenarten sind die von den Kapverdischen Inseln bis in den Westen Indiens vorkommende Wüstenläuferlerche und die Sumpflerche, eine Charakterart des tibetischen Hochlands. Entsprechend dieser Unterschiede in der Körpergröße wiegen Lerchen zwischen 11 und 53 Gramm.

### Tarnendes Gefieder
Lerchen sind meist unauffällig erdfarben und bei den meisten Arten nicht nach Geschlechtern unterschiedlich gefärbt. Die kontrastreichsten Zeichnungen unter den Lerchen finden sich bei der Ohren- und der Saharaohrenlerche, die wegen ihrer schwarzweißen Gesichtsmasken häufig als die schönsten Lerchenarten bezeichnet werden.
Auf der Körperoberseite sind Lerchen von sandfarben über gräulich bis bräunlich gefärbt und weisen häufig eine dichte Strichelung auf, die durch andersfarbige Federsäume, dunkle Federmitten und meist dunkle Schaftstriche entsteht. Die Körperunterseite ist heller und reicht von weiß über rahmfarben bis zu hellen Rosttönen. Auch die Körperunterseite weist bei den meisten Arten Strichelungen auf, die aber häufig auf den Brust- und Kopfbereich begrenzt sind. Grundsätzlich ist die Strichelung bei Arten, deren Lebensraum wenig Vegetation aufweist, weniger ausgeprägt als bei den Arten, die in von Gräsern dominierten Lebensräumen vorkommen.
Lerchen sind durch ihre Gefiederfärbung gewöhnlich gut getarnt. Bei vielen Arten entspricht die Oberseite des Gefieders der Bodenfarbe ihres Verbreitungsgebiets. Dies ist besonders ausgeprägt bei den überwiegend in Afrika vorkommenden Mirafra-Arten, aber auch die in zahlreichen Unterarten von Nordafrika über Vorder- bis Zentralasien vorkommende Steinlerche weist ein Gefieder auf, das dem jeweiligen Bodenfarbton in besonderem Maße entspricht. Die Gefiederfärbung der einzelnen Unterarten der Steinlerche variiert entsprechend abhängig vom Lebensraum von hellen Sandtönen bis zu dunkel schiefergrau bei der in Jordanien auf schwarzer Lavawüste vorkommenden Unterart Ammomanes desserti annae. Die gute Tarnung durch das Federkleid, die für die meisten Lerchenarten typisch ist, wird noch verstärkt durch bestimmte Verhaltensweisen bei Gefahr: So verharren sie entweder regungslos und sind dann vor der Umgebung ihres Lebensraumes kaum auszumachen oder suchen Schutz in der niedrigen Vegetation. Die Tarnung kann so ausgeprägt sein, dass die Anwesenheit von Lerchen häufig nur durch den Gesang der Männchen auffällt.
Die Unterschiede im Gefieder der einzelnen Arten sind häufig nur gering: In einigen Fällen ist die Färbung der Schwanzfedern ein wesentliches Unterscheidungsmerkmal. Einige Arten sind nur an ihrem Gesang oder dem Verhalten des Männchens während oder nach dem Singflug zu identifizieren.
Jungvögel haben im Vergleich zu den adulten ein etwas kontrastreicheres Gefieder. Bei ihnen sind die Federenden häufig heller oder die Federsäume sind breiter.

### Geschlechtsdimorphismus

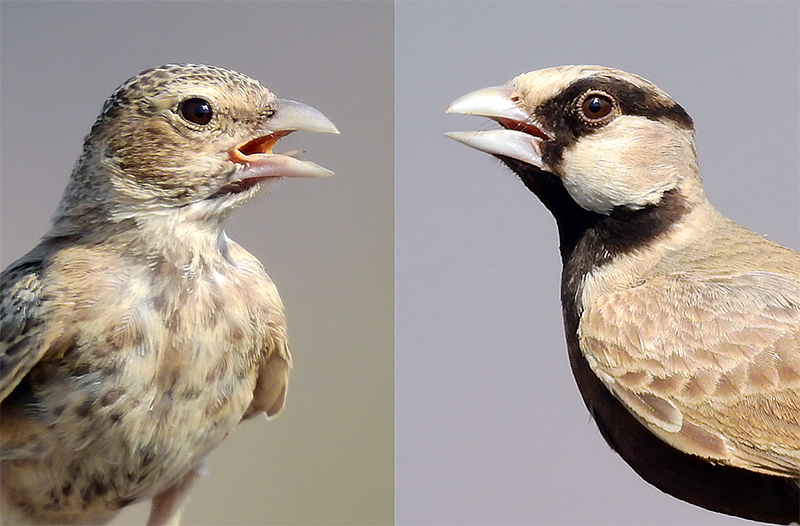
Geschlechtsdimorphismus bei der Grauscheitellerche: Links Weibchen, rechts Männchen

Bei den meisten Arten der Lerchen gibt es im Gefieder keinen oder nur einen sehr geringen Geschlechtsdimorphismus. Weibchen sind typischerweise etwas matter gefärbt und geringfügig kleiner und leichter. Zu den Ausnahmen unter den Lerchen zählen die Knacker-, Drossel- und Rotbürzellerche sowie mehrere Arten der Gattung Eremopterix. Bei der Knackerlerche ist das Weibchen insgesamt etwas blasser gezeichnet und die Abzeichen auf der Körperunterseite etwas brauner. Ähnliches gilt für die Drossellerche. Bei der Rotbürzellerche wirkt das Weibchen auf der Körperoberseite rötlicher, weil die rotbraunen Säume der Handschwingen bei den Weibchen ausgeprägter sind.
Bei der überwiegenden Zahl der Eremopterix-Arten ist der Unterschied deutlich ausgeprägter als bei den oben genannten Arten. Von der Hovalerche abgesehen haben die Männchen dieser Gattung schwarze Gesichtszeichnungen, die bei den unscheinbar bräunlich gezeichneten Weibchen fehlen.

### Schnabel
Die Schnabelform der Lerchen reicht von einem kernbeißerähnlichen Kegelschnabel bei der Knackerlerche bis hin zu den langen und dünnen Schnäbeln der Läuferlerchen. Die meisten Arten haben einen schlanken Schnabel, wobei die Schnabellänge in der Regel kürzer ist als die Kopflänge. Die Arten mit einem kräftigeren Schnabel, wie dies beispielsweise bei der Kalanderlerche oder den Mirafra-Arten der Fall ist, sind überwiegend Samenfresser. Arten mit mittelgroßen Schnäbeln, wie dies für die Haubenlerche oder die Feldlerche typisch ist, ernähren sich von kleinen Samen und Insekten. Die Arten mit sehr schlanken Schnäbeln, wie dies bei der Heidelerche oder der Saharaohrenlerche der Fall ist, ernähren sich überwiegend von Insekten und nehmen Sämereien nur im Winter zu sich. Die Nasenlöcher liegen bei den Arten der Gattung Mirafra, Pinarocorys, Certhilauda und Alaemon vollständig frei, bei den übrigen Gattungen sind sie mit kleinen Federn bedeckt.

### Schwingen und Schwanz

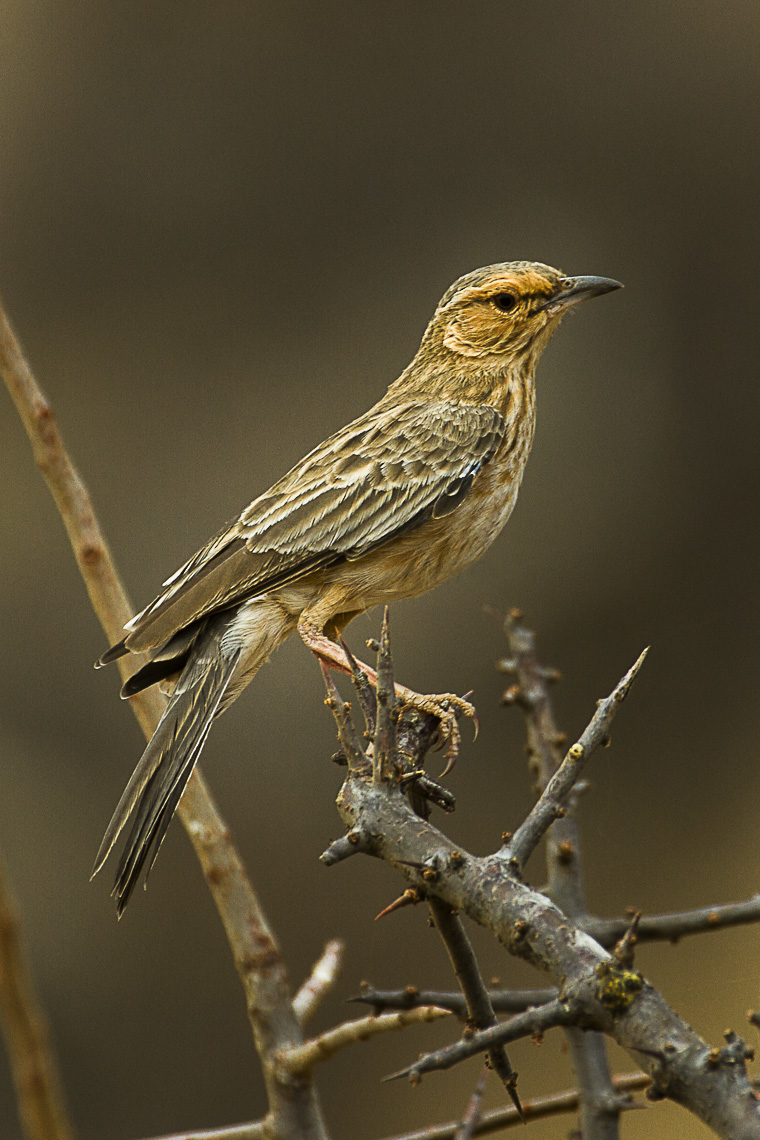
Fahlbrustlerche

Die Flügel der Lerchen sind relativ lang und breit. Sie haben 10 Handschwingen und im Unterschied zu den meisten Singvögeln, die gewöhnlich neun Armschwingen haben, mindestens 10 Armschwingen. Die Arten der Gattung Certhilauda haben sogar 11 Armschwingen.
Der Schwanz ist kurz bis mittellang und endet bei den meisten Arten gerade. Sie haben insgesamt 12 Schwanzfedern. Bei vielen Arten ist das mittlere Steuerfederpaar anders gefärbt als das übrige Schwanzgefieder.

### Fortbewegung
Auf dem Boden hüpfen Lerchen nicht, sondern sie laufen – das heißt, sie setzten abwechselnd die Beine vor, ohne dass beide Füße gleichzeitig den Boden verlassen. Sie erreichen dabei Geschwindigkeiten von bis zu 7 km/h und bewegen sich dabei schneller als jede andere europäische Singvogelart. Wie bei allen Singvögeln weisen drei Zehen nach vorne und eine nach hinten. Die bei den Lerchen verlängerte und kräftige Hinterzehe ist eine Anpassung an ihre bodenbewohnende Lebensweise. Die Form der Hinterkralle – gebogen oder gerade – sowie die Länge im Vergleich zur Hinterzehe ist eines der Merkmale, an denen Arten unter anderem differenziert werden.
Beim Fliegen werden die Beine brustwärts angezogen, so dass sie im Gefieder verschwinden und die Beinrückseite zum Boden zeigt. Die stark gekrümmten Vorderzehen sowie die Kralle der Hinterzehe sind dabei schwanzwärts gerichtet. Lediglich beim Singflug lassen einige Arten die Beine herabhängen. Zu den besonderen Merkmalen der Lerchen zählt, dass die Rückseite des Laufes in vierseitige Schilder gegliedert ist.
Die Flugweise der Lerchen variiert sehr stark. Verglichen mit den Piepern, mit denen die Lerchen viele Merkmale im Habitus teilen, ist ihr Flug schwerer, geräuschvoller und breitflügeliger.

## Gesang

### Merkmale

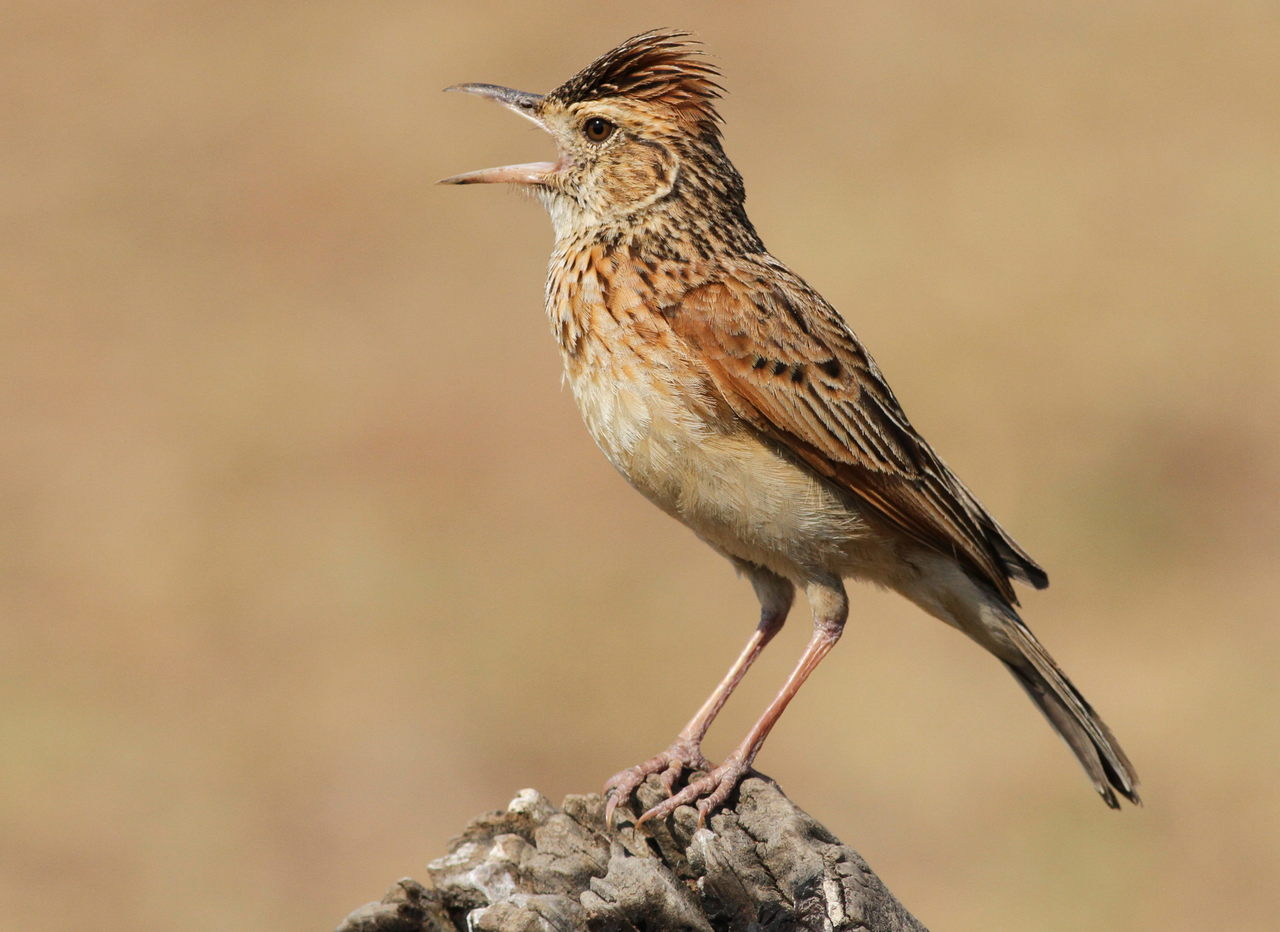
Singende Kurzhaubenlerche
(Mirafra africana)

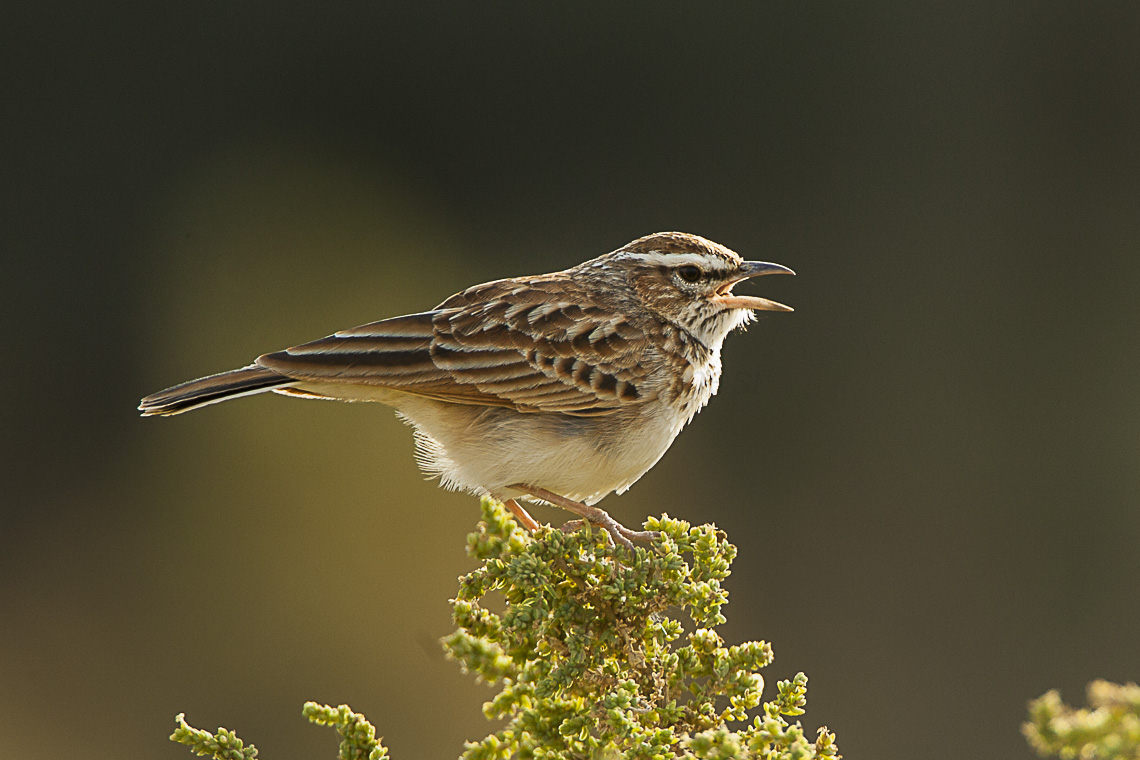
Singende Savannenlerche
(Calendulauda africanoides)

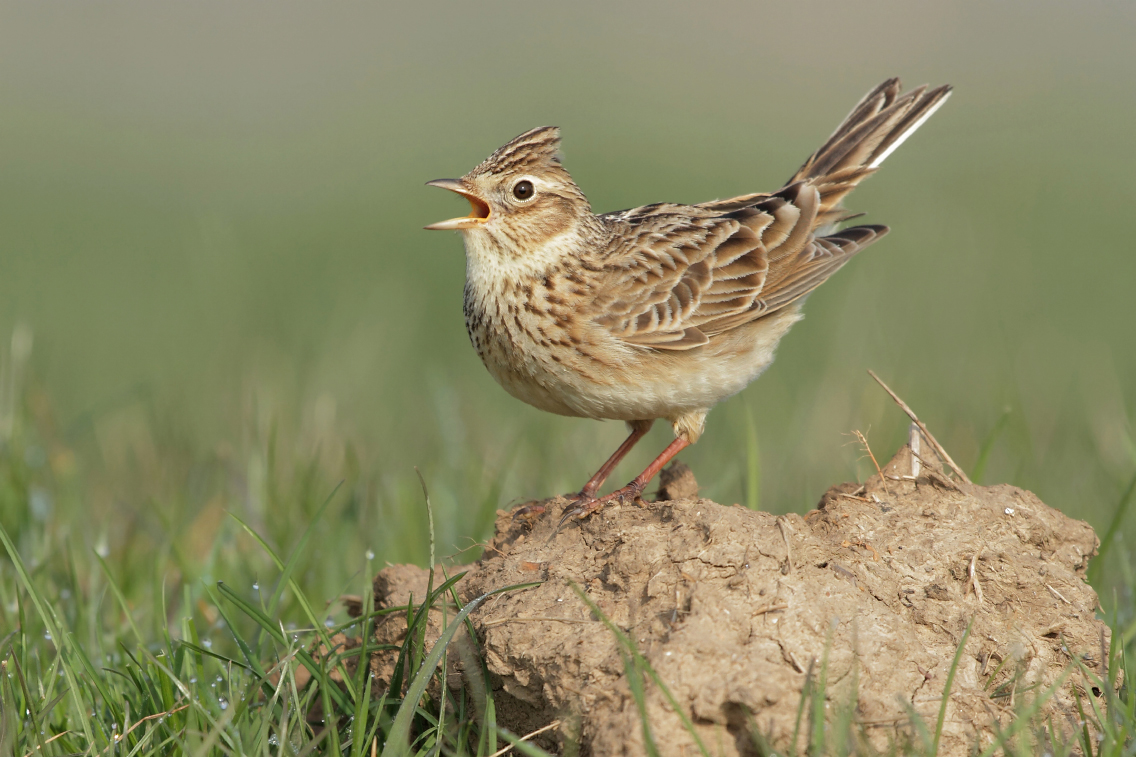
Singende Feldlerche
(Alauda arvensis)

Der Gesang vieler Lerchenarten ist sehr melodiös und wird mit großer Vehemenz vorgetragen. Nicht wenige Arten sind sogenannte „Spötter“ und greifen die Stimmen anderer Vogelarten ihrer Umgebung auf. Die Spottlerche beispielsweise verbindet melodisch die Stimmen mehrerer Vogelarten miteinander. Man hat bislang die Nachahmung von 57 anderen Vogelarten aus 20 verschiedenen Gattungen bei dieser Art identifizieren können. Die wie die Spottlerche in Afrika beheimatete Sabotalerche imitiert gar die Rufe 60 anderer Vogelarten.
Lerchen ahmen auch Geräusche ihrer Umgebung nach: Bekannt ist der Fall einer Haubenlerche, die die Pfiffe eines Schäfers nachahmte, mit denen dieser seinen Hunden Kommandos übermittelte. Die Lerche ahmte diese Pfiffe so perfekt nach, dass die Hunde ihr folgten. Andere Lerchen der Nachbarschaft nahmen diese Rufe ebenfalls in ihr Repertoire auf.

### Singflug
Häufig wird der Gesang vom Männchen im Flug vorgetragen. Typisch für Lerchen ist dabei ein steiler Anstieg mit schnellen Flügelschlägen, bei dem ununterbrochen gesungen wird. Einzelne Lerchenarten erreichen dabei beträchtliche Höhen: So steigt beispielsweise die in Ostafrika vorkommende Gillettlerche bei ihrem Singflug bis zu 100 Meter hoch. Die im südlichen Westafrika beheimatete Falblerche erreicht gelegentlich beim Singflug Höhen bis zu 200 Metern. Andere Lerchenarten bleiben dagegen deutlich niedriger: So steigt die im Süden Afrikas vorkommende Zirplerche nur zwei Meter in die Höhe, bevor sie sich mit steil gestellten Flügeln schwebend und singend wieder zu Boden gleiten lässt.
Hat das singende Männchen eine ausreichende Höhe erreicht, geht es häufig in einen kreisenden Sing-Schauflug über, bei dem es ohne Änderung von Flügelschlag oder Gesang auf gleicher Höhe verharrt und dabei langsam über seinem Revier kreist. Es gibt Arten, bei denen dieser Sing-Schauflug bis zu 25 Minuten währt. Danach gleiten die Lerchen mit häufig bewegungslosen und gänzlich ausgestreckten Flügeln langsam wieder herab. Der Gesang wird dabei immer noch fortgesetzt. Andere Arten lassen sich abrupter und steiler von ihrer Singhöhe herabfallen und fangen den Flug dicht über dem Boden ab. Die Grauscheitellerche, die einen Singflug zeigt, der zunächst an eine Feldlerche erinnert, lässt sich aus etwa 30 Meter abrupt herabfallen, landet jedoch nicht, sondern zeigt eine Serie von Luftsprüngen. Dabei wurden auf einer Strecke von 100 Meter bis zu 40 Luftsprünge gezählt. Erst dann erfolgt die Landung auf einem Stein oder einem Erdklumpen.
Viele Arten verfügen zusätzlich noch über einen Bodengesang, der von Ansitzwarten aus vorgetragen wird. Bei einigen Arten wie beispielsweise der Fahlbrustlerche ist der Singflug selten. Er wird bei dieser Art stattdessen fast immer vom höchsten Zweig eines Baumes oder Busches vorgetragen.
Einige Lerchen tragen ihren Gesang auch in mondhellen Nächten vor.

### Instrumentallaute
Einige Arten aus den Gattungen Mirafra und Chersophilus erzeugen bei diesem Schauflug durch ein Zusammenschlagen der Schwingen über dem Rücken zusätzlich zum Gesang klappernde und rasselnde Instrumentallaute. Bei der Gras- und der Baumklapperlerche sind diese Instrumentallaute so typisch für ihren Singflug, dass er sogar namensgebend ist.

## Verbreitung und Lebensraum

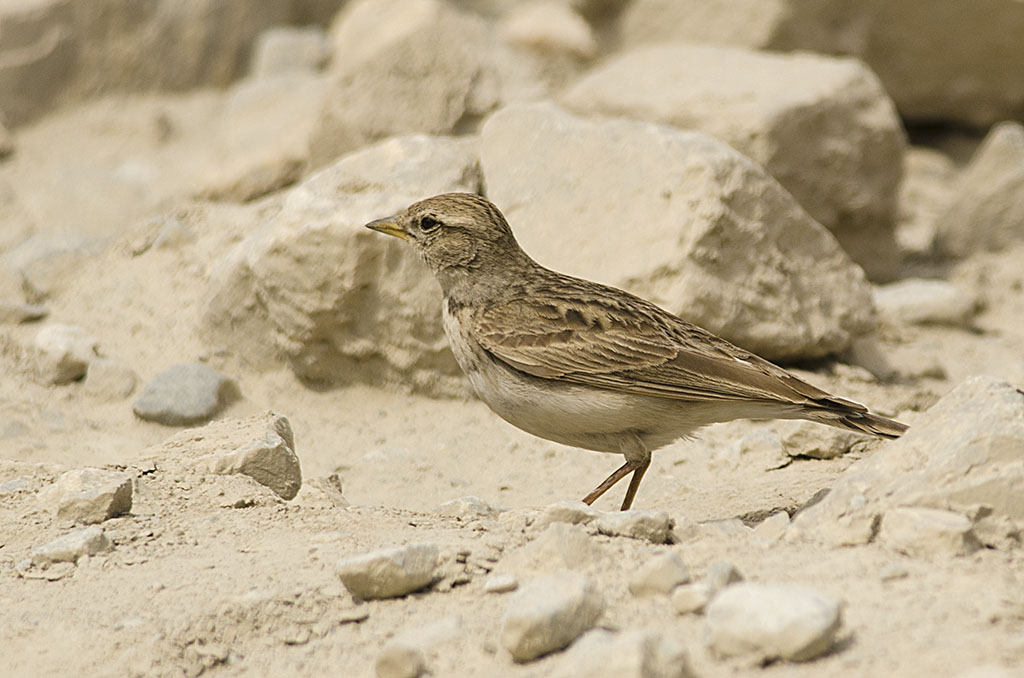
Tibetlerche

Verbreitungsschwerpunkte sind Afrika und Asien. Afrika weist die größte Artenanzahl auf. Alle Gattungen der Familie kommen auf diesem Kontinent mit mindestens einer Art vor. In Nordamerika lebt mit der Ohrenlerche nur eine Art. Die Horsfield-Lerche kommt von Südostasien bis nach Australien vor und ist damit in Australien die einzige natürlich vorkommende Lerchenart. Auf dem australischen Kontinent wurde allerdings auch die Feldlerche eingeführt.
Lerchen sind tagaktive Vögel (namensgebend für den gleichnamigen Chronotyp), die überwiegend Wüsten, Halbwüsten, Steppen, Waldsteppen und Tundren besiedeln. Lediglich die Sumpflerche (Melanocorypha maxima) kommt auf alpinen Mooren und vernässten Uferwiesen vor. Die in Zentralasien vorkommenden Arten Riesensumpflerche und Tibetlerche sind nach Einschätzung von Rudolf Pätzold die einzigen Arten, die auch flache Wasserstellen durchlaufen. Zu den Lebensraumspezialisten gehören die Namiblerche, eine Charakterart der Namib und die Obbialerche, die nur in einem gerade mal 2,5 Kilometer breiten, jedoch 570 Kilometer langen Streifen entlang der Küste Somalias vorkommt. Einige Arten haben sehr kleine Verbreitungsgebiete, darunter finden sich viele Arten der Gattung Calendulauda. So kommt beispielsweise die Rotdünenlerche in Namibia nur von der Ortschaft Aus in nördlicher Richtung bis zur Walvis Bay vor.

## Fortpflanzung

### Brutzeit und Revierverteidigung

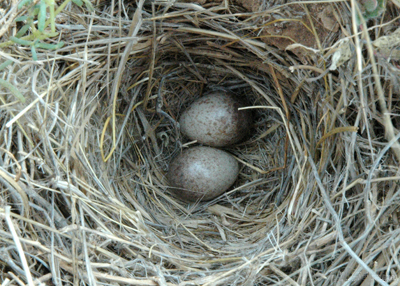
Nest und Gelege der Rasolerche

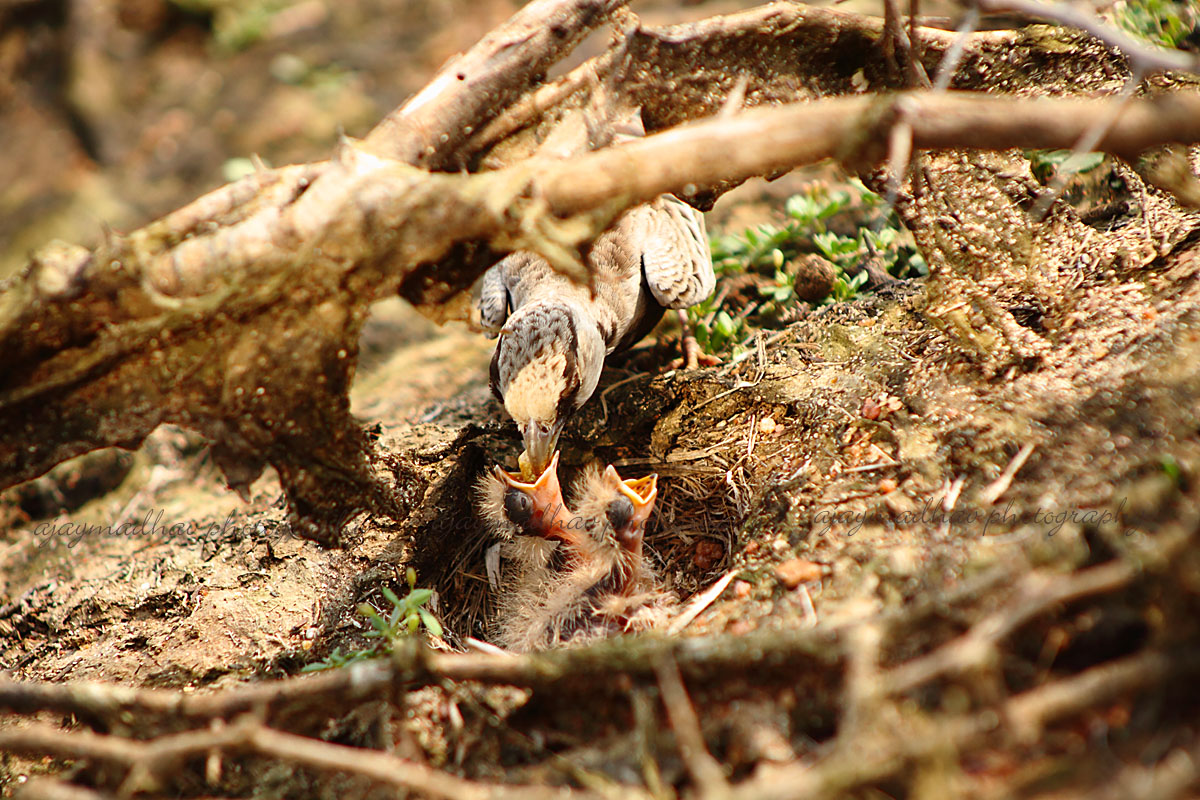
Grauscheitellerche füttert Nestlinge

Die paläarktischen Arten brüten gewöhnlich im Zeitraum von März bis Juni. In den Tropen und im südlichen Afrika hängt die Fortpflanzungszeit vom Einsetzen der Regenzeit ab. Einige wenige Arten brüten nicht jedes Jahr. So schreitet die Karoolerche, die in Halbwüsten des südlichen Afrikas vorkommt, beispielsweise in Jahren mit wenig Niederschlag nicht zur Brut. Ähnliches wird für die ebenfalls im Süden Afrikas vorkommende Barlowlerche vermutet.
Die Männchen verteidigen ein Revier gegen Artgenossen und gelegentlich auch gegen verwandte Arten. Bei einigen der afrikanischen Arten besetzen die Männchen ganzjährig ein Revier, die anderen Arten verteidigen ein Revier nur während der Brutzeit. Zum revierverteidigenden Verhalten gehören Imponier- und Drohhaltung und ein Verjagen. Direkte Kampfhandlungen zwischen Lerchen sind dagegen selten. Der Gesang vom Boden, von einer erhöhten Warte oder der Singflug ist ein indirektes revierverteidigendes Verhalten. Ein ausgesprochen aggressives Revierverteidigungsverhalten zeigt die in Zentralasien vorkommende Sumpflerche. Sie greift im Sturzflug andere Vogelarten wie Rotschenkel, Regenpfeifer und Möwen an und zeigt ein solch aggressives Verhalten auch gegenüber Schafen, Yaks und Menschen.
Lerchen paaren sich auf dem Boden. Der Paarung geht eine Balz voraus, bei der das Männchen um das Weibchen mit tänzelnden und hüpfenden Bewegungen wirbt.

### Nest
Lerchen sind Bodenbrüter. Das Nest ist napfförmig und befindet sich häufig in einer Bodenmulde, die durch Grasbüschel, Erdschollen oder Steine geschützt ist. Nur wenige Arten bauen ihr Nest gelegentlich auch in niedrigem Gebüsch. Die Gelege enthalten in der Regel zwischen zwei und fünf Eier. Sie sind gewöhnlich von einer weißen bis grauen Grundfarbe und weisen dunklere Sprenkel und Flecken auf. Die größten Eier innerhalb der Familie der Lerchen legt die Sumpflerche: Ihre Eier entsprechen in ihrer Größe denen einer Singdrossel und haben ein Frischvollgewicht von 5,7 Gramm. Typischer sind für Lerchen Eier mit einem Frischvollgewicht zwischen zwei und drei Gramm. Bei den meisten Arten brütet nur das Weibchen. Die Brutdauer beträgt zwischen 11 und 13 Tagen. Beide Elternvögel sind an der Fütterung der Jungvögel beteiligt. Die Nestlingszeit beträgt acht bis zehn Tage.

## Gattungen und Arten

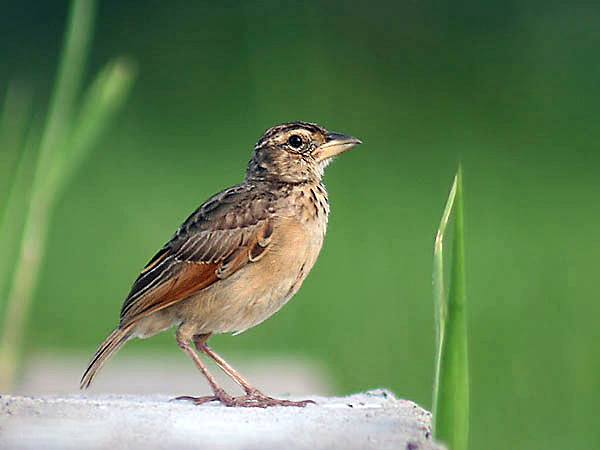
Bengalenlerche
(Mirafra assamica)

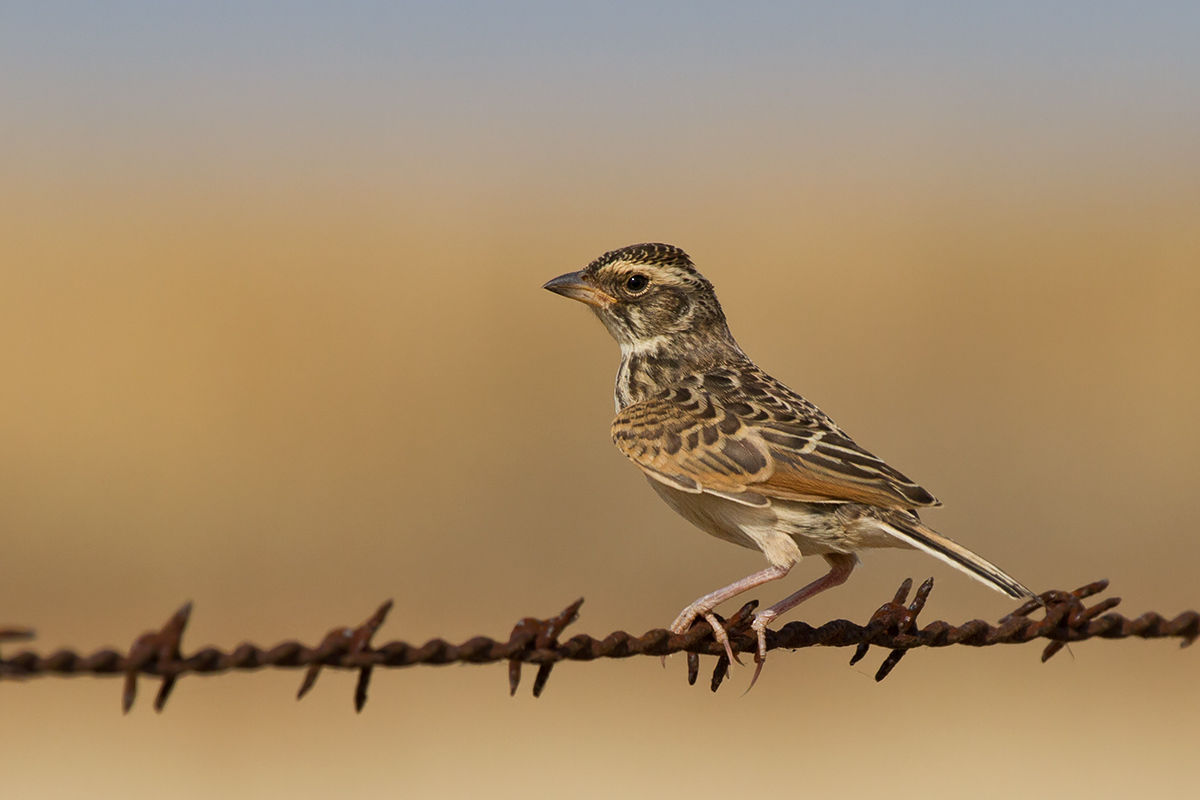
Horsfield-Lerche
(Mirafra javanica)

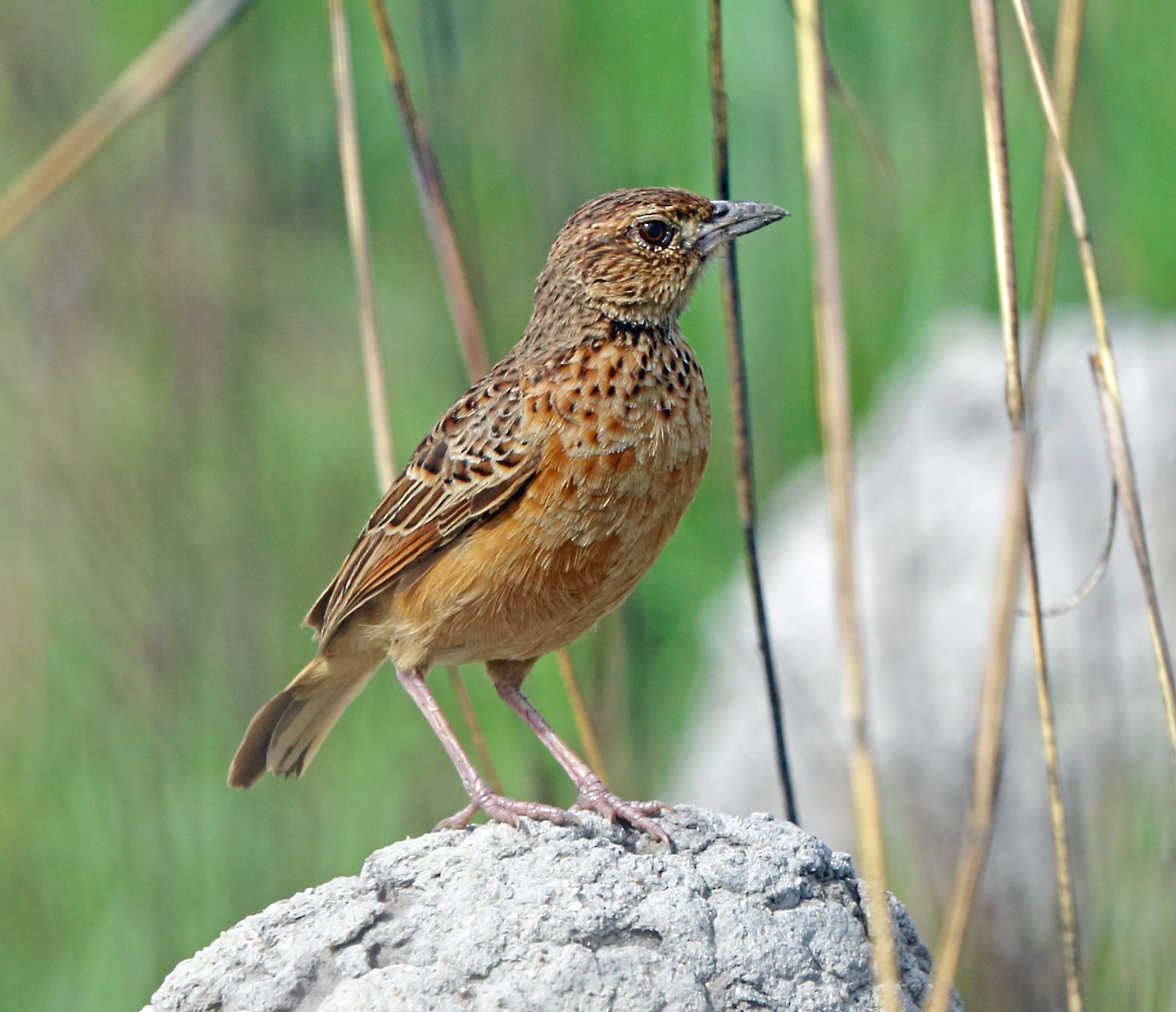
Baumklapperlerche
(Mirafra rufocinnamomea)

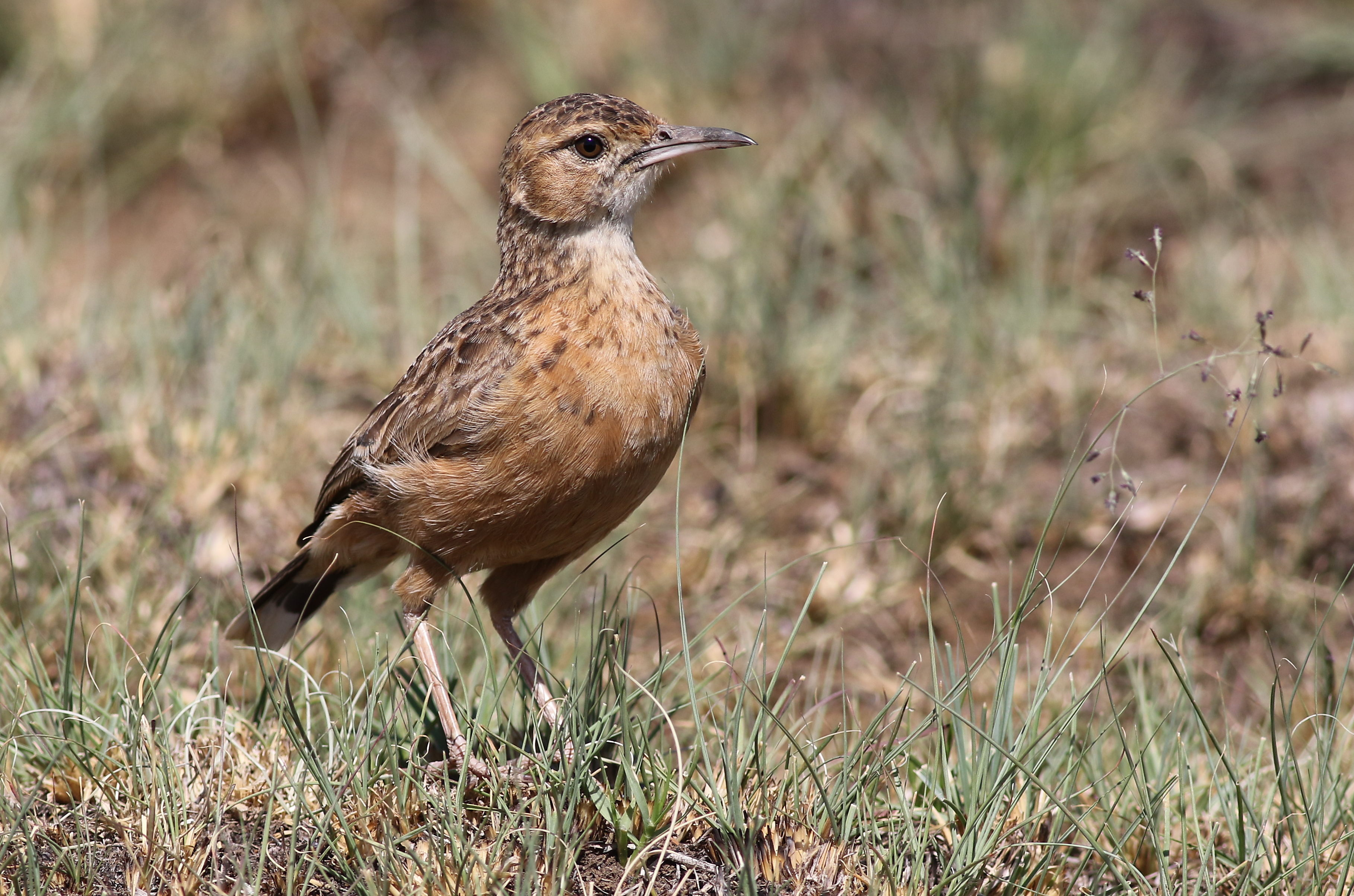
Zirplerche
(Chersomanes albofasciata)

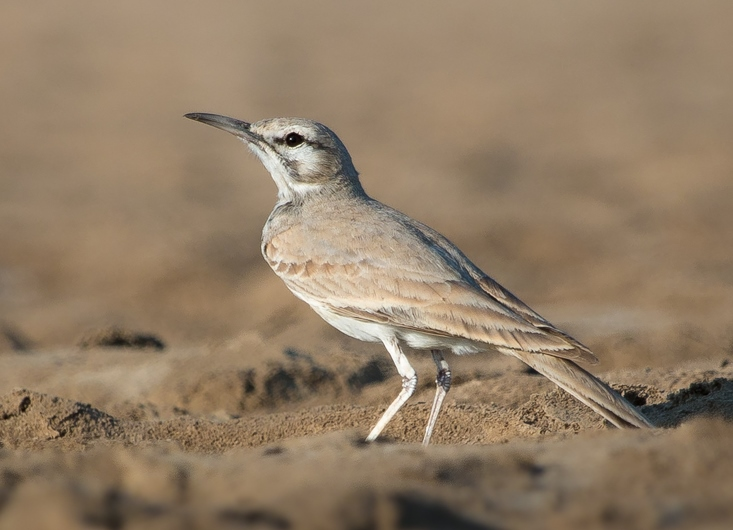
Wüstenläuferlerche
(Alaemon alaudipes)

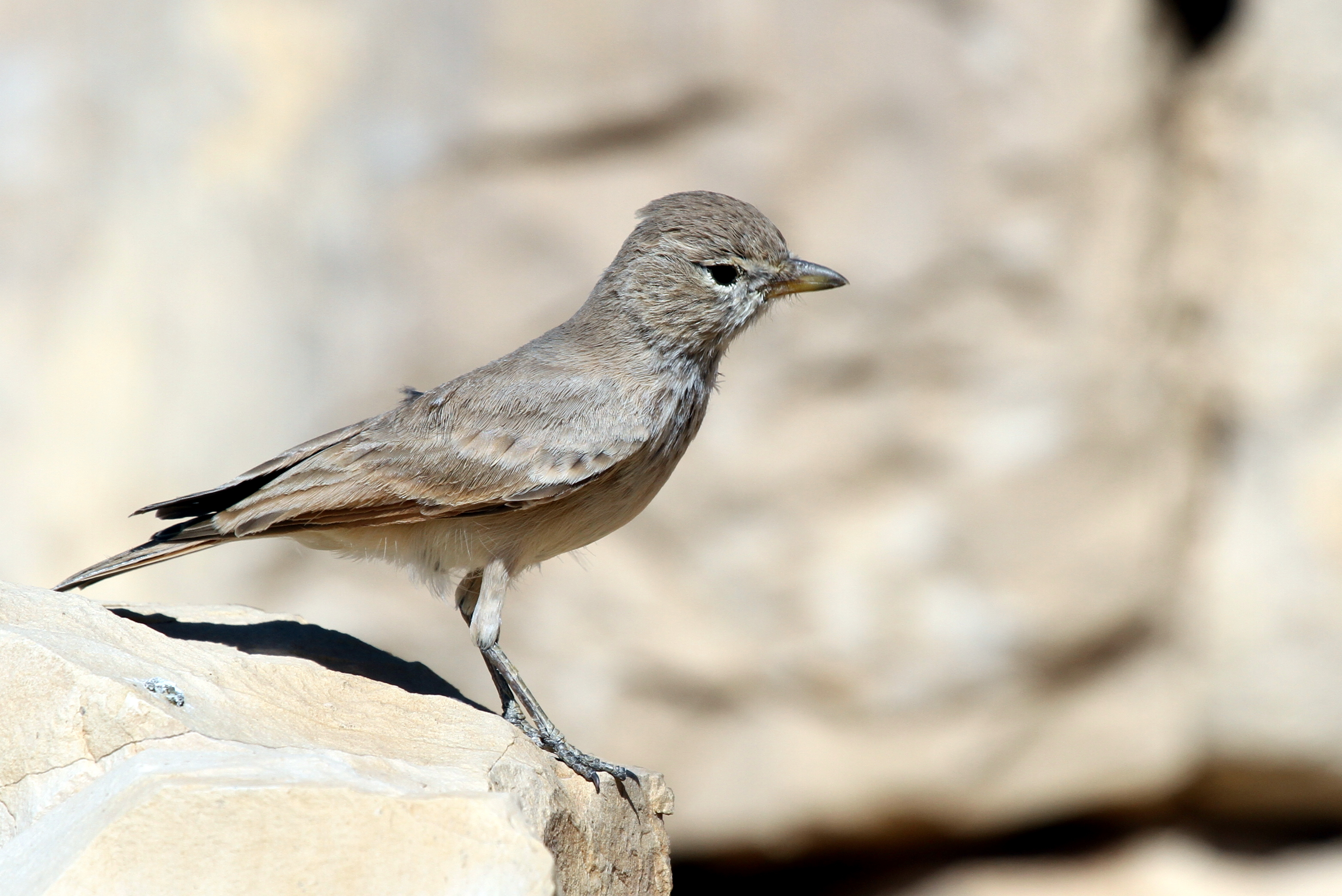
Steinlerche
(Ammomanes deserti)

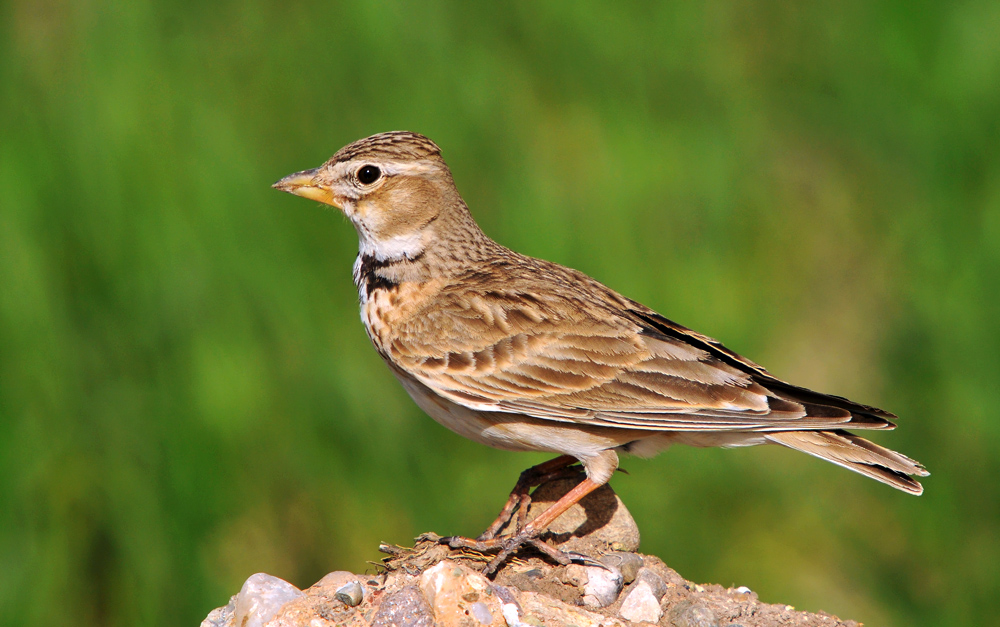
Kalanderlerche
(Melanocorypha calandra)

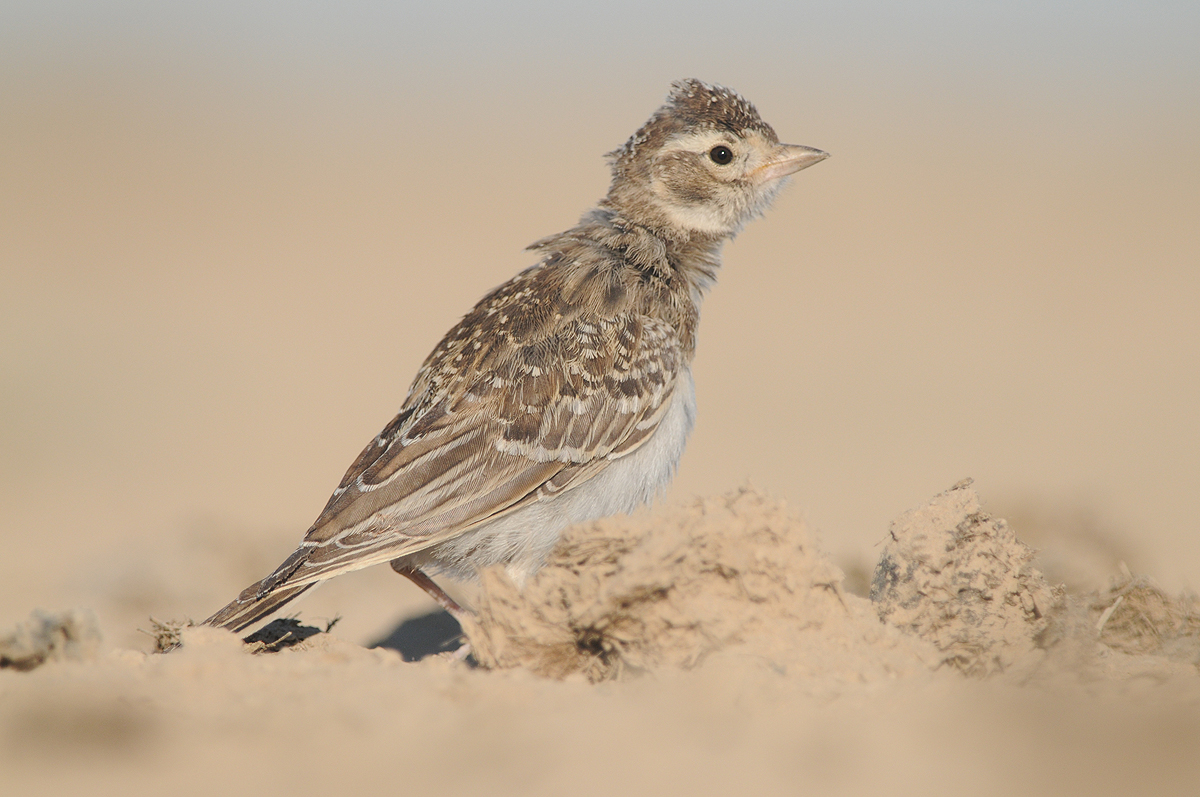
Kurzzehenlerche
(Calandrella brachydactyla)

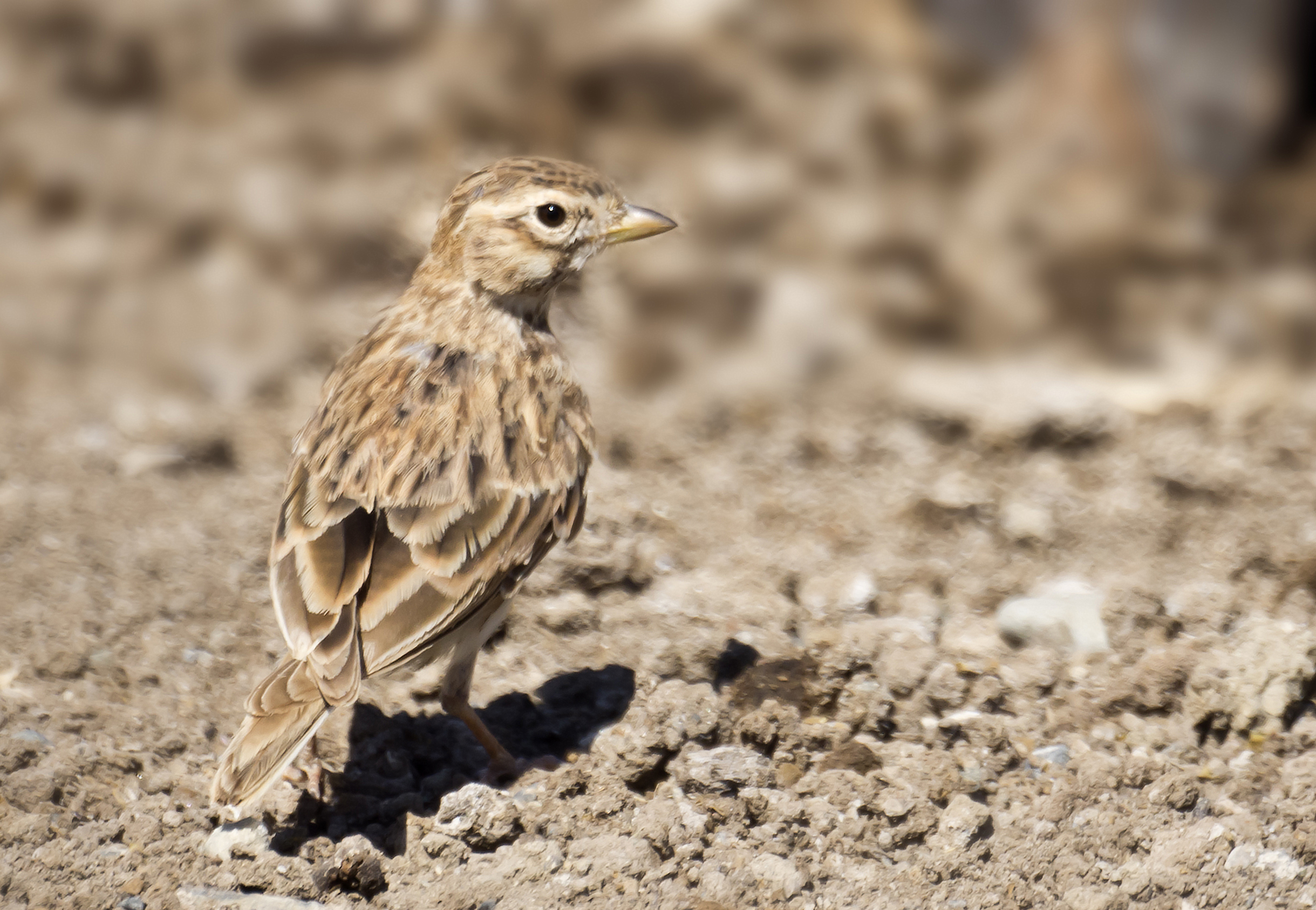
Stummellerche
(Calandrella rufescens)

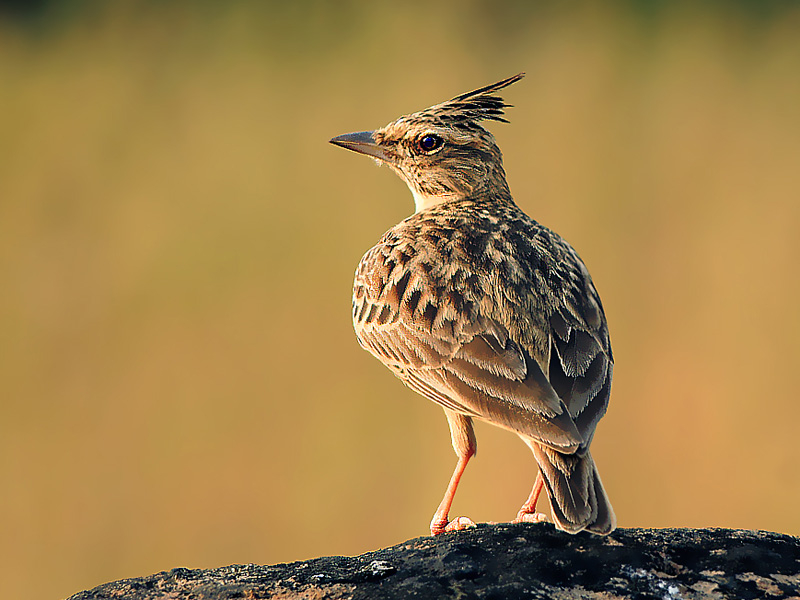
Malabarlerche
(Galerida malabarica)

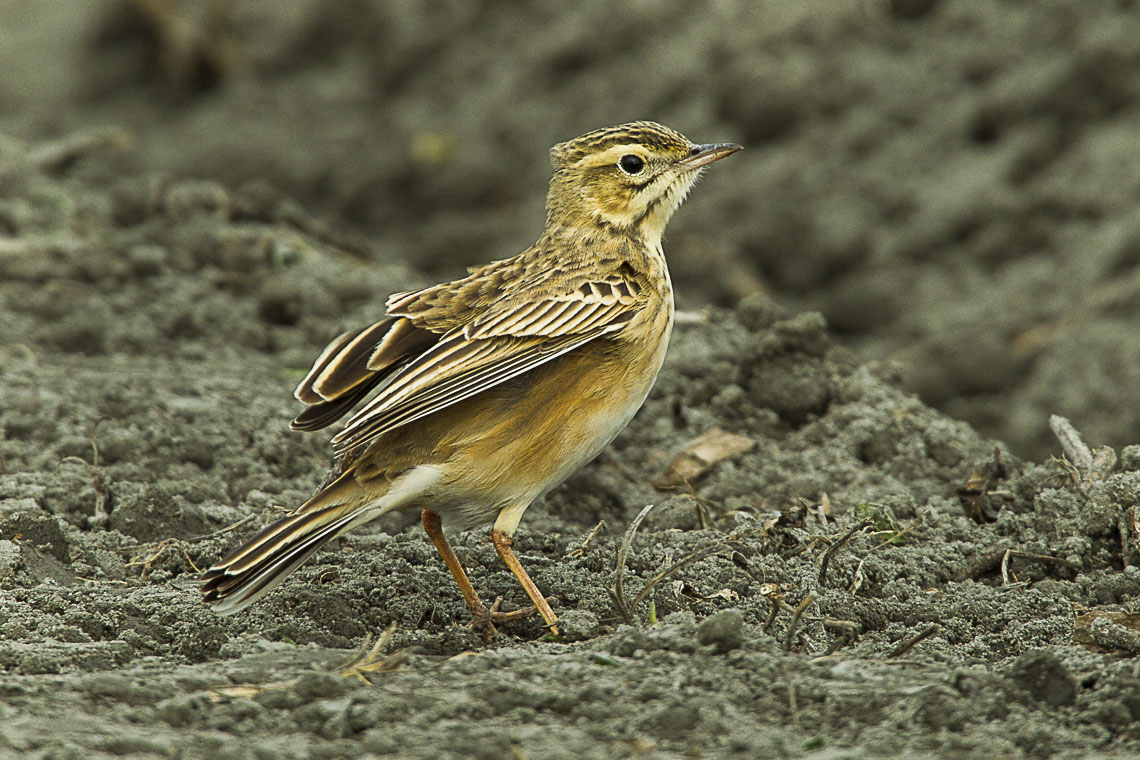
Orientfeldlerche
(Alauda gulgula)

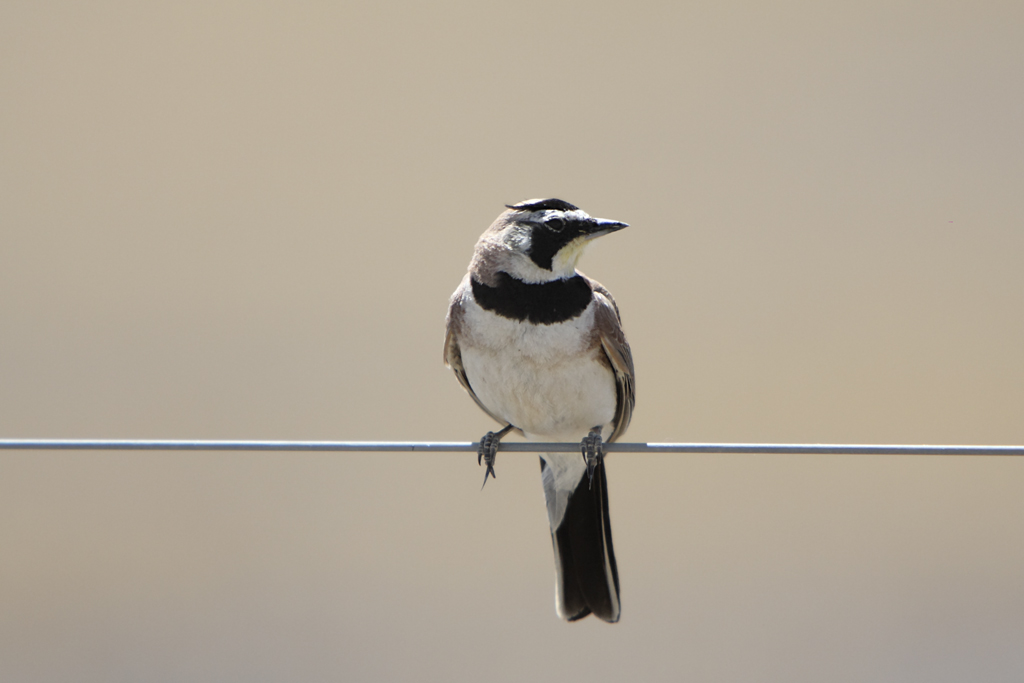
Ohrenlerche
(Eremophila alpestris)

Folgende Gattungen und Arten gehören zu den Lerchen:

### Läuferlerchen(Alaemon) – 2 Arten
- Wüstenläuferlerche (Alaemon alaudipes (Desfontaines, 1789))
- Somaliläuferlerche (Alaemon hamertoni Witherby, 1905)

### Chersomanes– 2 Arten
- Zirplerche (Chersomanes albofasciata (Lafresnaye, 1836))
- Beesleylerche (Chersomanes beesleyi Benson, 1966)

### Ammomanopsis– 1 Art
- Namiblerche (Ammomanopsis grayi (Wahlberg, 1855) Synonym Ammomanes grayi)

### Langschnabellerchen(Certhilauda) – 6 Arten
- Benguela-Langschnabellerche (Certhilauda benguelensis ([[Richard Bowdler Sharpe|Sharpe]], 1904))
- Agulhas-Langschnabellerche (Certhilauda brevirostris Roberts, 1941)
- Akazien-Langschnabellerche (Certhilauda chuana (Smith, 1836))
- Kap-Langschnabellerche (Certhilauda curvirostris (Hermann, 1783))
- Transkei-Langschnabellerche (Certhilauda semitorquata Smith, 1836)
- Karoo-Langschnabellerche (Certhilauda subcoronata Smith, 1843)

### Pinarocorys– 2 Arten
- Drossellerche (Pinarocorys nigricans (Sundevall, 1850))
- Rotbürzellerche (Pinarocorys erythropygia (Strickland, 1852))

#### Ramphocoris– 1 Art
- Knackerlerche (Ramphocoris clotbey (Bonaparte, 1850))

### Ammomanes– 3 Arten
- Sandlerche (Ammomanes cincturus (Gould, 1839))
- Steinlerche (Ammomanes deserti (Lichtenstein, 1823))
- Rotschwanzlerche (Ammomanes phoenicurus (Franklin, 1831))

### Eremopterix– 8 Arten
- Schwarzwangenlerche (Eremopterix australis (Smith, 1836))
- Grauscheitellerche (Eremopterix grisea (Scopoli, 1786))
- Braunscheitellerche (Eremopterix leucopareia (Fischer & Reichenow, 1884))
- Weißwangenlerche (Eremopterix leucotis (Stanley, 1814))
- Weißstirnlerche (Eremopterix nigriceps (Gould, 1839))
- Harlekinlerche (Eremopterix signata (Oustalet, 1886))
- Graurückenlerche (Eremopterix verticalis  (Smith, 1836))
- Madagaskarlerche (Eremopterix hova (Hartlaub, 1860))

### Calendulauda– 8 Arten
- Savannenlerche (Calendulauda africanoides (Smith, 1836))
- Sabotalerche (Calendulauda sabota (Smith, 1836))
- Kalaharilerche (Calendulauda burra (Bangs, 1930))
- Barlowlerche (Calendulauda barlowi (Roberts, 1937))
- Fahlbrustlerche (Calendulauda poecilosterna (Reichenow, 1879))
- Rotdünenlerche (Calendulauda erythrochlamys (Strickland, 1853))
- Fuchslerche (Calendulauda alopex (Sharpe, 1890))
- Karoolerche (Calendulaluda albescens (Lafresnaye, 1839))

### Heteromirafra– 2 Arten
- Transvaalspornlerche (Heteromirafra ruddi (Grant, CBH, 1908))
- Somalispornlerche (Heteromirafra archeri Clarke, 1920)

### Mirafra– 24 Arten
- Kurzhaubenlerche (Mirafra africana Smith, 1836)
- Weißschwanzlerche (Mirafra albicauda Reichenow, 1891)
- Angolalerche (Mirafra angolensis Barboza du Bocage, 1880)
- Grasklapperlerche (Mirafra apiata (Vieillot, 1816))
- Ashlerche (Mirafra ashi Colston, 1982)
- Bengalenlerche (Mirafra assamica Horsfield, 1840)
- Buschlerche (Mirafra cantillans Blyth, 1845)
- Spottlerche (Mirafra cheniana Smith, 1843)
- Halsbandlerche (Mirafra collaris Sharpe, 1896)
- Kordofanlerche (Mirafra cordofanica Strickland, 1852)
- Rotflügellerche (Mirafra erythroptera Blyth, 1845)
- Gillettlerche (Mirafra gilletti Sharpe, 1895)
- Riesenlerche (Mirafra hypermetra (Reichenow, 1879))
- Horsfield-Lerche (Mirafra javanica Horsfield, 1821)
- Sperlingslerche (Mirafra passerina Gyldenstolpe, 1926)
- Friedmann-Lerche (Mirafra pulpa Friedmann, 1930)
- Rostlerche (Mirafra rufa Lynes, 1920)
- Baumklapperlerche (Mirafra rufocinnamomea (Salvadori, 1865))
- Somali-Riesenlerche (Mirafra somalica (Witherby, 1903))
- Williamslerche (Mirafra williamsi MacDonald, 1956)
- Ostklapperlerche (Mirafra fasciolata (Sundevall, 1850))[31]
- Burmalerche (Mirafra microptera Hume, 1873)[32]
- Indochinalerche (Mirafra erythrocephala Salvadori & Giglioli, 1885)[33][34]
- Jerdonlerche (Mirafra affinis Blyth, 1845)[35]

### Lullula– 1 Art
- Heidelerche (Lullula arborea (Linnaeus, 1758))

### Spizocorys– 7 Arten
- Rotschnabellerche (Spizocorys conirostris (Sundevall, 1850))
- Finkenlerche (Spizocorys fringillaris (Sundevall, 1850))
- Obbialerche (Spizocorys obbiensis (Whiterby, 1905))
- Maskenlerche (Spizocorys personata Sharpe, 1895)
- Ammernlerche (Spizocorys sclateri (Shelley, 1902))
- Falblerche (Spizocorys starki (Shelley, 1902) Synonym Eremalauda starki)
- Kurzschwanzlerche (Spizocorys fremantlii (Lort Phillips, 1897) Synonym Pseudalaemon fremantlii)

### Alauda– 4 Arten
- Feldlerche (Alauda arvensis Linnaeus, 1758)
- Orientfeldlerche (Alauda gulgula Franklin, 1831)
- Weißflügellerche (Alauda leucoptera Hablizl, 1785, Synonym Melanocorypha leucoptera)
- Rasolerche (Alauda razae (Alexander, 1898))

### Galerida– 7 Arten
- Haubenlerche (Galerida cristata (Linnaeus, 1758))
- Devalerche (Galerida deva (Sykes, 1832))
- Dickschnabellerche (Galerida magnirostris (Stephens, 1826))
- Malabarlerche (Galerida malabarica (Scopoli, 1786))
- Sonnenlerche (Galerida modesta Heuglin, 1864)
- Theklalerche (Galerida theklae A. E. Brehm, 1857)
- Maghreblerche (Galerida macrorhyncha Tristram, 1859)

### Eremophila– 2 Arten
- Ohrenlerche (Eremophila alpestris (Linnaeus, 1758))
- Saharaohrenlerche (Eremophila bilopha (Temminck, 1823))

### Calandrella– 6+6 Arten
- Tibetlerche (Calandrella acutirostris Hume, 1873)
- Blanfordlerche (Calandrella blanfordi (Shelley, 1902))
- Jemenlerche (Calandrella eremica (Reichenow & Peters, JL, 1932))
- Kurzzehenlerche (Calandrella brachydactyla (Leisler, 1814))
- Rotkappenlerche (Calandrella cinerea (Gmelin, 1789))
- Chinalerche (Calandrella dukhunensis (Sykes, 1832))

### Alaudala– strittig, siehe AbschnittPhylogenie– (6 Arten?)
- Kenialerche (Alaudala athensis (Sharpe, 1900))
- Salzlerche (Alaudala cheleensis  (Swinhoe, 1871))
- Halsfleckenlerche (Alaudala somalica (Sharpe, 1895))
- Stummellerche (Alaudala rufescens (Vieillot, 1820))
- Heinestummellerche (Alaudala heinei (Homeyer, 1873))
- Uferlerche (Alaudala raytal (Blyth, 1845))

### Melanocorypha– 5 Arten
- Bergkalanderlerche (Melanocorypha bimaculata (Ménétries, 1832))
- Kalanderlerche (Melanocorypha calandra (Linnaeus, 1766))
- Sumpflerche (Melanocorypha maxima Blyth, 1867)
- Mongolenlerche (Melanocorypha mongolica (Pallas, 1776))
- Schwarzsteppenlerche (Melanocorypha yeltoniensis (Forster, 1767))

### Chersophilus– 1 Art
- Dupontlerche (Chersophilus duponti (Vieillot, 1824))

### Eremalauda– 1 Art
- Einödlerche (Eremalauda dunni (Shelley, 1904))

## Phylogenie
Im Jahr 2013 haben Per Alström und Kollegen in einer großen Studie die Verwandtschaft der Lerchen anhand des Sequenzvergleichs mehrerer homologer DNA-Abschnitte untersucht. Dabei fanden sie, dass die Gattung Calandrella in der gewöhnlichen Abgrenzung paraphyletisch wäre. Ihren Ergebnissen zufolge besteht die bisherige Gattung aus zwei Artengruppen. Für diejenige, die nicht die Typusart Calandrella brachydactyla enthält, reaktivierten sie den alten, bisher als Synonym aufgefassten Gattungsnamen Alaudala Horsfield & Moore, 1856 (Typusart: Calandrella raytal). Demnach wären vier Arten als Alaudala rufescens, Alaudala cheleensis, Alaudala raytal und Alaudala athensis in diese Gattung zu transferieren. Diese Änderung wurde vielfach bereits übernommen. Eine neuere Studie von 2016 fand allerdings eine instabile Phylogenie und ließ Zweifel an der Monophylie einiger Arten aufkommen. Damit kann mit Sicherheit nur noch ausgesagt werden, dass die Gattung Calandrella einer Revision bedarf.

## Lerchen und Mensch
Im Niederdeutschen hieß der Vogel auch Löweneckerchen; überdauert hat die Bezeichnung in der Grimm-Fassung des Märchens Das singende springende Löweneckerchen. Auf dieselben Wortbestandteile verweist auch die niederländische Bezeichnung Leeuweriken. Im Stadtlogo und -wappen von Lörrach ist stilisiert dieses Tier abgebildet. Blasonierung: „In Rot oben eine aufsteigende goldene (gelbe) Lerche.“ In Bechsteins Märchen Des Hundes Not kommt eine listige Lerche vor.
Lerchen werden selten als Käfigvogel gehalten. Eine Ausnahme stellt die Mongolenlerche dar, die in ihren Gesang die Rufe zahlreicher anderer Vogelarten einflicht. Sie wurde noch in den 1920er Jahren in großer Zahl auf Vogelmärkten in Peking gehandelt und wegen ihres variantenreichen Gesanges „Hundert Melodien“ genannt.
Feldlerchen dienen auch als Nahrungsmittel.
Der Asteroid des äußeren Hauptgürtels (702) Alauda ist nach der lateinischen Bezeichnung der Vogelfamilie der Lerchen (Alaudidae) benannt.